# سفين كليمنت

Sven Clement

سفين كليمنت (بالفرنسية: Sven Clement)‏ هو سياسي لوكسمبورغي، ولد في 19 يناير 1989. حزبياً، نشط في Pirate Party Luxembourg ‏. في 2018 Luxembourg general election ‏، انتخب نائب عن دائرة Centre (Chamber of Deputies of Luxembourg constituency) ‏ (30 أكتوبر 2018 – ).